# استرداد الموارد
استرداد الموارد هي استخدام النفايات كمواد مدخلة لإنشاء منتجات قيّمة كنواتج جديدة. والهدف من ذلك هو تقليل كمية النفايات المتولدة، ومنه تقليل الحاجة إلى مساحات لمدافن النفايات، وتحسين القيمة الناتجة عن النفايات. يؤخر استرداد الموارد الحاجة إلى استخدام المواد الخام في عملية التصنيع. يمكن استخدام المواد الموجودة في النفايات الصلبة البلدية، مخلفات البناء والهدم، النفايات التجارية والنفايات الصناعية لاسترداد الموارد اللازمة لتصنيع مواد ومنتجات جديدة. ومن أمثلة المنتجات التي تحوي المواد القيّمة في النفايات هي البلاستيك والورق والألومنيوم والزجاج والمعادن.
يذهب استرداد الموارد إلى أبعد من مجرد إدارة النفايات. إذ يُعد استرداد الموارد جزءًا من اقتصاد دائري يُقلَّل فيه من استخراج الموارد الطبيعية وتوليد النفايات، وتُصمم فيه المواد والمنتجات على نحو أكثر استدامة من أجل المتانة وإعادة الاستخدام  وقابلية الإصلاح وإعادة التصنيع وإعادة التدوير. يمكن استخدام تحليل دورة الحياة (LCA) لمقارنة إمكانيات استرداد الموارد لتقنيات المعالجة المختلفة. يمكن تمكين استرداد الموارد من خلال التغييرات في السياسات واللوائح الحكومية والبنية التحتية للاقتصاد الدائري مثل «البنية التحتية للصناديق» المحسنة لتعزيز فصل المصدر وجمع النفايات وإعادة استخدامها وإعادة تدويرها ونماذج الأعمال الدائرية المبتكرة وتقييم المواد والمنتجات من حيث التكاليف والفوائد الاقتصادية والاجتماعية والبيئية.فمثلًا، يمكن معالجة المواد العضوية عن طريق التدمين والهضم اللا هوائي وتحويلها إلى طاقة أو أسمدة عضوية أو دَمان. وبالمثل، يمكن معالجة النفايات المخزنة حالياً في مدافن النفايات الصناعية وحول المناجم القديمة بالتصفية الحيوية والجسيمات النانوية المُهندَسة، لاسترداد المعادن مثل الليثيوم والكوبالت والفاناديوم لاستخدامها في التقنيات منخفضة الكربون مثل السيارات الكهربائية وتوربينات الرياح.
ويمكن أن يكون استرداد الموارد هدفًا في سياق الصرف الصحي. يشير المصطلح هنا إلى أساليب لاسترداد الموارد الموجودة في مياه الصرف الصحي والفضلات البشرية (البول والبراز). وقد استُخدم مؤخرًا مصطلح «موارد المرحاض». وتشمل هذه الموارد: المغذيات (النيتروجين والفوسفور) والمواد العضوية والطاقة والمياه. ويشار إلى هذا المفهوم أيضًا بالصرف الصحي البيئية. ويمكن أن يساعد فصل تدفق النفايات في تبسيط عملية استرداد الموارد. تشمل الأمثلة على ذلك إبقاء البول منفصلاً عن البراز (كما هو الحال في مراحيض تحويل البول) وفصل المياه الرمادية عن المياه السوداء في أنظمة مياه الصرف الصحي البلدية.

## المواد المستخدمة مصدرا

### النفايات الصلبة

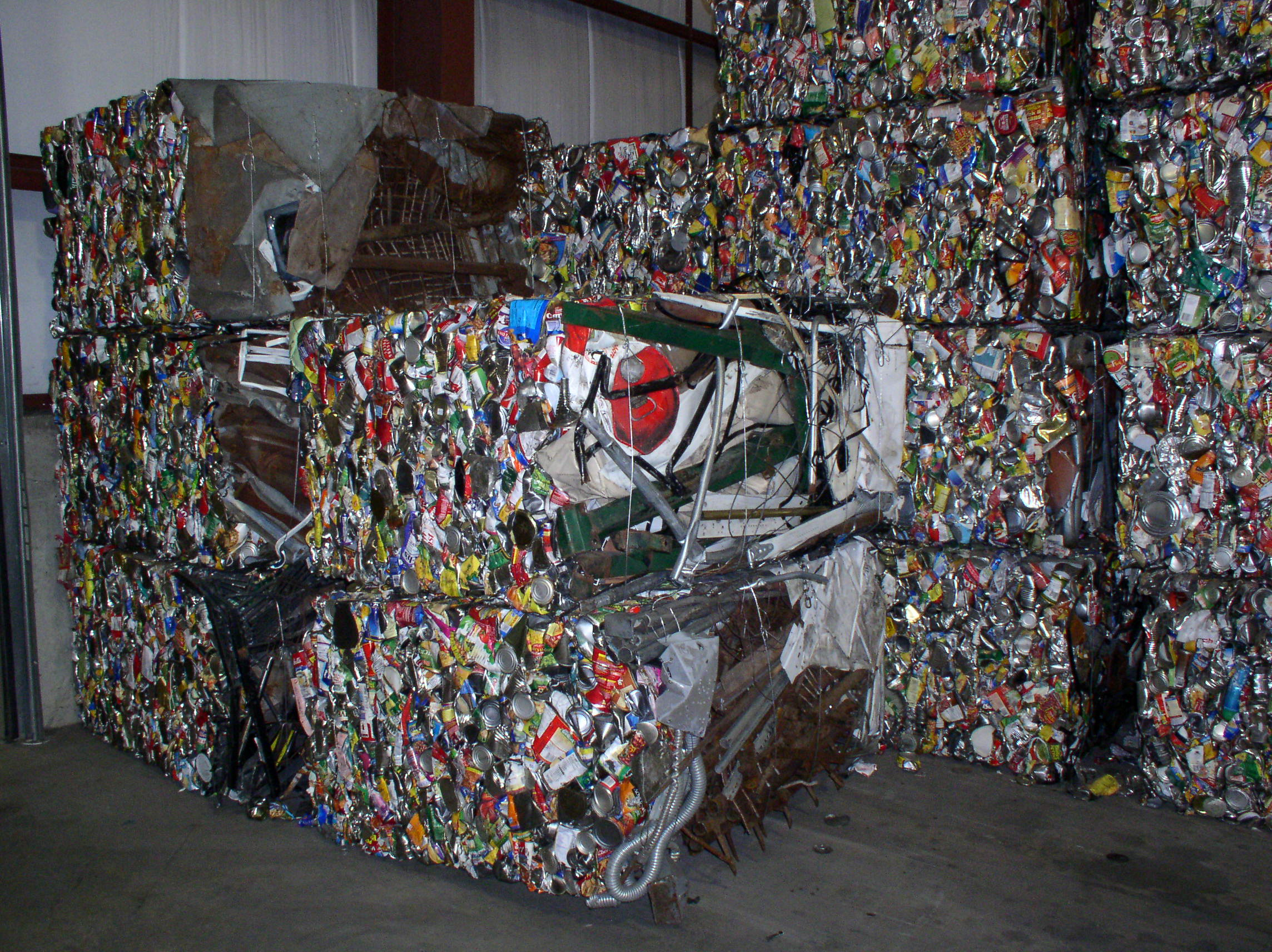
سحق علب المشروبات وحزمه لإعادة التدوير.

إعادة التدوير هي ممارسة لاسترداد الموارد تشير إلى جمع المواد المُتخلص منها وإعادة استخدامها مثل حاويات المشروبات الفارغة. تُمكن إعادة معالجة المواد التي تصنع منها العناصر إلى منتجات جديدة. ويمكن تجميع المواد لإعادة التدوير بشكل منفصل عن النفايات العامة باستخدام حاويات وسيارات تجميع مخصصة، أو فرزها مباشرة من مجاري النفايات المختلطة.
ومن  أكثر المنتجات الاستهلاكية المعاد تدويرها شيوعاً: الألومنيوم مثل علب المشروبات والنحاس مثل الأسلاك وعلب الأغذية الصلبة وعلب البخاخ والأثاث أو المعدات القديمة الصلبة وقوارير البولي إيثيلين وبولي إيثيلين تريفثاليت والقوارير والأواني الزجاجية والكرتون المقوى والصحف والمجلات والورق الخفيف والصناديق المصنوعة من ألواح ليفية مموجة.
كما يعد الكلوريد متعدد الفينيل والبولي إثيلين المنخفض الكثافة وبولي بروبيلين وبوليستيرين (انظر رموز تمييز الراتنج) قابلةً أيضًا لإعادة التدوير. تتكون هذه العناصر عادةً من نوع واحد من المواد، ما يجعل إعادة تدويرها في منتجات جديدة أمرًا سهلًا نسبيًا. إن إعادة تدوير المنتجات المعقدة (مثل أجهزة الحاسوب والمعدات الإلكترونية) أكثر صعوبة، وذلك بسبب عمليات التفكيك والفصل الإضافية المطلوبة.
يختلف نوع مواد إعادة التدوير المقبولة باختلاف المدينة والبلد. لكل مدينة وبلد برامج إعادة التدوير مطبقة مختلفة  يمكنها التعامل مع الأنواع المختلفة من المواد القابلة لإعادة التدوير.

### المياه المستعملة والفضلات
يمكن استرداد الموارد القيمة من مياه الصرف الصحي وحمأة المجاري وحمأة البراز والفضلات البشرية. وتشمل هذه الموارد المياه والطاقة والمغذيات النيتروجينية المُخصِّبة والفوسفور والبوتاسيوم، فضلاً عن المغذيات الدقيقة مثل الكبريت والمواد العضوية. وهناك أيضًا اهتمام متزايد باسترداد مواد خام أخرى من مياه الصرف الصحي، مثل البلاستيك الحيوي والمعادن مثل الفضة. صُممت أنظمة مياه الصرف الصحي في الأساس فقط لإزالة الفضلات ومياه الصرف الصحي من المناطق الحضرية. واستُخدمت المياه للتخلص من النفايات، وغالبًا ما صُرِّفت في المسطحات المائية القريبة. منذ السبعينيات، كان هناك اهتمام متزايد بمعالجة مياه الصرف الصحي لحماية البيئة، وركزت الجهود في المقام الأول على تنظيف المياه في نهاية الأنبوب. منذ نحو عام 2003، ظهرت مفاهيم الصرف الصحي البيئي واستدامة الصرف الصحي مع التركيز على استرداد الموارد من مياه الصرف الصحي. واعتبارًا من 2016، بدأ استخدام  مصطلح «موارد المرحاض»، وشجع على زيادة الاهتمام بإمكانات استرداد الموارد من المراحيض.
يمكن استرداد الموارد التالية:
- المياه: هناك ضغوط متزايدة لاستعادة المياه من مياه الصرف الصحي في العديد من المناطق شحيحة المياه. وضعت منظمة الصحة العالمية عام 2006 بالتعاون مع منظمة الأمم المتحدة للأغذية والزراعة (الفاو) وبرنامج الأمم المتحدة للبيئة(يونيب)، مبادئ توجيهية للاستخدام الآمن لمياه الصرف الصحي. بالإضافة إلى ذلك، يوجد لدى العديد من الحكومات الوطنية لوائح خاصة تتعلق باستخدام المياه المُعالجة. تهدف سنغافورة مثلًا إلى استرداد ما يكفي من المياه من شبكات الصرف الصحي لتلبية احتياجات نصف المدينة من المياه. ويدعون هذا المشروع نيو واتر. ومن المفاهيم الأخرى المتعلقة بإعادة استخدام مياه الصرف الصحي هو تعدين الصرف الصحي.[10][6][6]
- الطاقة: أصبح إنتاج الغاز الحيوي من حمأة مياه الصرف الصحي ممارسة شائعة في محطات معالجة مياه الصرف الصحي. بالإضافة إلى ذلك، بُحثت العديد من الطرق المتعلقة باستخدام حمأة مياه الصرف الصحي والفضلات كمصادر وقود.[11]
- المغذيات المُخصِّبة: تحتوي الفضلات البشرية على النيتروجين والفسفور والبوتاسيوم ومغذيات الدقيقة أخرى لازمة للإنتاج الزراعي. ويمكن استردادها من خلال عمليات الترسيب الكيميائي أو التجريد، أو ببساطة عن طريق استخدام حمأة المجاري أو مياه الصرف الصحي. ولكن، تطرح إعادة استخدام حمأة المجاري مخاطر بسبب التركيزات العالية من المركبات غير المرغوب فيها، مثل المعادن الثقيلة والملوّثات الصيدلانية المقاومة للتحلل والمواد الكيميائية الأخرى. وبما أن معظم المواد المغذية المخصبة موجودة في البراز، فقد يكون من المفيد فصل أجزاء البراز في مياه الصرف الصحي (مثل نفايات المرحاض) عن بقية تدفقات مياه الصرف الصحي. وهذا يقلل من خطر المركبات غير المرغوب فيها ويقلل من الحجم الذي يجب معالجته قبل تطبيق المواد المغذية المُعالجة في الإنتاج الزراعي.[12]

وتُطوَّر أيضًا طرق أخرى لتحويل مياه الصرف الصحي إلى منتجات قيمة. تربية ذباب الجندي الأسود في البراز أو النفايات العضوية يمكن أن ينتج يرقات الذباب كعلف بروتيني. يجمع باحثون آخرون الأحماض الدهنية من مياه الصرف الصحي لصنع اللدائن الحيوية.

### المواد العضوية
يمكن إعادة تدوير المواد العضوية بطبيعتها والتي يتم التخلص منها مثل مواد النباتية وبقايا الطعام والمنتجات الورقية، باستخدام عمليات التسميد والهضم الحيوية لتحليل المادة العضوية. ثم يُعاد تدوير المواد العضوية الناتجة عن ذلك كفرش أو سماد لأغراض زراعية أو للمناظر الطبيعية. بالإضافة إلى ذلك، يمكن التقاط غاز النفايات الناتج عن العملية (مثل الميثان) واستخدامه في توليد الكهرباء والحرارة (التوليد المشترك للطاقة أو الجمع بين الحرارة والطاقة /التوليد المشترك) مما يُعظم الكفاءات. الغرض من المعالجة الحيوية هو التحكم بالعملية الطبيعية لتحلل المواد العضوية وتسريعها.
هناك مجموعة كبيرة ومتنوعة من طرق وتقنيات الهضم والتدمين تختلف في التعقيد من أكوام السماد المنزلي البسيطة، إلى مجموعات هضم على مستوى المدن الصغيرة، وأوعية الهضم مغلقة على مستوى صناعي للنفايات المنزلية المختلطة (انظر المعالجة الميكانيكية الحيوية). تتمايز طرق التحلل البيولوجي بكونها طرق هوائية أو لا هوائية، رغم وجود تهجين من الطريقتين أيضًا.
قد تبين أن الهضم اللا هوائي للجزء العضوي من النفايات الصلبة البلدية أكثر فعالية من الناحية البيئية، من طمر النفايات أو الحرق أو التحلل الحراري.استخدم تحليل دورة الحياة لمقارنة مختلف التقنيات. يجب استخدام الغاز الحيوي الناتج (الميثان) في التوليد المشترك (يفضل استخدام الكهرباء والحرارة في موقع الإنتاج أو بالقرب منه) ويمكن استخدامه مع بعض التحسين في محركات الاحتراق أو التوربينات الغازية، وبالتحسين الإضافي للغاز الطبيعي الاصطناعي، يمكن حقنه في شبكة الغاز الطبيعي أو تكريره إلى الهيدروجين لاستخدامه في خلايا الوقود الثابتة للتوليد المشترك. استخدامه في خلايا الوقود يزيل التلوث الناتج عن منتجات الاحتراق.